# Mothership (альбом Dance Gavin Dance)
Mothership — седьмой студийный альбом американской постхардкор-группы Dance Gavin Dance, выпущенный 7 октября 2016 года на лейбле Rise Records. Альбом стал продолжением шестого студийного альбома группы, Instant Gratification (2015), и вторым подряд студийным релизом в том же неизменном составе. Продюсером альбома выступил Крис Крамметт. После выхода альбом разошёлся тиражом более 19 000 копий за первую неделю продаж, дебютировав на 13-й строчке в Billboard 200.
Альбом был поддержан четырьмя синглами: «Chucky Vs. The Giant Tortoise», «Betrayed by the Game», «Young Robot» и «Inspire the Liars». Для продвижения альбома группа отправилась в турне Mothership, состоявшее из двух североамериканских и одного европейского этапов, а также приняла участие в туре Vans Warped Tour 2017 года. 28 июня 2019 года группа выпустила инструментальную версию альбома на платформах потокового вещания и цифрового скачивания.

## Продвижение
Mothership был представлен группой 27 июля 2016 года, дата релиза назначена на 7 октября 2016 года. 18 августа Dance Gavin Dance выпустили для цифрового скачивания лид-сингл альбома, «Chucky vs. The Giant Tortoise». Второй сингл, «Betrayed by the Game», был выпущен 16 сентября. В тот же день на официальном YouTube-канале Rise Records состоялась премьера клипа на «Betrayed by the Game». Премьера анимационного клипа на песню «Young Robot» состоялась 27 сентября 2016 года. 3 марта 2017 года группа выпустила клип на сингл «Inspire the Liars».
Спустя три года, 28 июня 2019 года, Rise Records выпустила инструментальную версию Mothership.

## Отзывы
| Совокупная оценка | Совокупная оценка |
| Источник          | Оценка            |
| ----------------- | ----------------- |
| Metacritic        | 78/100            |
| Оценки критиков   |                   |
| Источник          | Оценка            |
| Rock Sound        | 7/10              |

Альбом получил положительные отзывы музыкальной критики и интернет-изданий.
В Allmusic отметили, что «Долгожданный седьмой студийный лонгплей легенд пост-хардкора и продолжение хорошо принятого в 2015 году Instant Gratification и концертного студийного альбома 2016 года Tree City Sessions, Mothership представляет собой жёсткий 13-песенный сет группы Dance Gavin Dance. Пластинка, выпущенная лейблом Rise Records, после релиза заняла 13-ю строчку в американском чарте Billboard 200, чему предшествовала пара сильных синглов „Chucky vs. The Giant Tortoise“ и „Betrayed by the Game“, а также анимационное видео на песню „Young Robot“».

## Список композиций
| №                   | Название                        | Длительность |
| ------------------- | ------------------------------- | ------------ |
| 1.                  | «Chucky vs. The Giant Tortoise» | 3:56         |
| 2.                  | «Young Robot»                   | 3:39         |
| 3.                  | «Frozen One»                    | 2:48         |
| 4.                  | «Flossie Dickey Bounce»         | 2:54         |
| 5.                  | «Deception»                     | 3:52         |
| 6.                  | «Inspire the Liars»             | 4:35         |
| 7.                  | «Philosopher King»              | 3:39         |
| 8.                  | «Here Comes the Winner»         | 4:47         |
| 9.                  | «Exposed»                       | 3:32         |
| 10.                 | «Betrayed by the Game»          | 3:10         |
| 11.                 | «Petting Zoo Justice»           | 3:27         |
| 12.                 | «Chocolate Jackalope»           | 3:50         |
| 13.                 | «Man of the Year»               | 5:34         |
| Общая длительность: | Общая длительность:             | 49:43        |

## Чарты
| Чарт (2016)         | Высшая позиция |
| ------------------- | -------------- |
| США (Billboard 200) | 13             |